# Beyond Good and Evil 2
Beyond Good and Evil 2 is een action-adventuregame die sinds 2008 in ontwikkeling is bij Ubisoft Montpellier. Het spel wordt een prequel van Beyond Good & Evil uit 2003.
In mei 2008 meldde de regisseur van het spel, Michel Ancel, in een interview dat Beyond Good and Evil 2 al een jaar in preproductie was. In diezelfde maand werd ook de eerste teaser trailer getoond. Vanaf dat moment bleven officiële berichten lang uit en werd het spel als geannuleerd verondersteld.
In 2016 bevestigde Ubisoft echter de verdere ontwikkeling van het spel nadat Ancel een aantal speelse afbeeldingen had geplaatst. Op de E3 van 2017 werd een nieuwe aankondigingstrailer getoond. Tevens meldde Ancel dat de beelden die uit 2008 stamden, van een gepland vervolgverhaal van het originele spel waren, maar dat ze inmiddels van richting waren gewijzigd en een prequel aan het ontwikkelen waren. Een jaar later zou weer een nieuwe trailer op de E3 getoond worden.
In 2022 werd vastgesteld dat Beyond Good and Evil 2 de game is met de langste ontwikkeltijd ooit. Hiermee werd Duke Nukem Forever afgelost als recordhouder.

## Vaporware
Beyond Good and Evil 2 wordt door journalisten bestempeld als vaporware, vanwege z'n lange ontwikkeltijd en gebrek aan een opleverdatum.